# Mark Esper
Mark Thomas Esper (Uniontown, Pensilvania; 26 de abril de 1964) es un ejecutivo industrial y político estadounidense que se desempeñó como el 27.º Secretario de Defensa de los Estados Unidos en la administración Trump desde julio de 2019 hasta noviembre de 2020. Previamente había sido Secretario de Defensa interino y Secretario del Ejército de los Estados Unidos entre 2017 y 2019.
Antes de ingresar a trabajar al Departamento de Defensa, Esper fue un empresario y veterano de guerra. Fue el vicepresidente del área de relaciones gubernamentales de Raytheon, el mayor contratante de defensa de Estados Unidos. En aquellos años en Raytheon, Esper fue señalado como un importante empresario lobbista por The Hill en 2015 y en 2016.
El presidente Donald Trump anunció el 18 de junio de 2019 que Esper podría ser Secretario de Defensa interino, sucediendo al interino que se desempeñaba en ese momento, Patrick Shanahan. Antes que Shanahan renunciase a su puesto, Esper era considerado como el más probable candidato a ser designado, teniendo el Senado que abandonar el proceso de confirmación de Shanahan. Esper asumió como secretario interino el 24 de junio, y fue finalmente confirmado como Secretario de Defensa por el Senado con una votación de 90–8 el 23 de julio de 2019.
Esper considera a China una gran amenaza comercial y militar y pide a los estados europeos que se unan a los esfuerzos de Estados Unidos contra China. Mediante una orden secreta firmada en 2019, Esper elevó la confrontación con China y Rusia al estado de "combate activo", lo que autorizó entre otras cosas el lanzamiento de campañas de guerra psicológica contra estos países sin necesidad del aval del Departamento de Estado.
En 2020, Esper se negó a desplegar tropas militares en servicio activo contra los manifestantes contra la brutalidad policial, lo que supuestamente enfureció al presidente. El 9 de noviembre del mismo año, Trump anunció a través de Twitter que Esper había sido cesado de su cargo.

## Educación
Esper se graduó de la Laurel Highlands High School en 1982. Recibió su Bachiller de Ciencias en Ingeniería de la Academia Militar de los Estados Unidos en 1986. Esper fue un estudiante destacado en West Point y recibió el Premio Douglas MacArthur por Liderazgo. Recibió un Máster en Administración Pública de la John F. Kennedy School of Government de Harvard en 1995 y es Doctor en Filosofía en Políticas Públicas de la Universidad George Washington en 2008.